# Новицкий, Витольд
Витольд Валериан Новицкий (1878-1941) — польский врач, профессор Университета Яна Казимира во Львове.

## Биография
Витольд Валериан Новицкий родился 18 июля 1878 года в городе Бохня. В 1896 году окончил Гимназию Святой Анны в Кракове. Учился в Ягеллонском университете, получил в 1902 году степень доктора медицины. С того же года проживал во Львове, работал Университете Яна Казимира на кафедре патологической анатомии. В 1919-1939 года занимал должность заведующего этой кафедрой, в 1923-1924 и в 1939 годах был деканом медицинского факультета Университета Яна Казимира. В 1908 году получил степень доцента патологической анатомии, в 1919 году — профессора. Участвовал в советско-польской и польско-украинской войнах, имел звание подполковника Вооружённых Сил Польши.
В 1930 году Новицкий был избран членом Польской академии знаний.
Новицкий являлся автором более чем 80 научных работ. Активно занимался патологиями, вызываемыми онкологическими заболеваниями. Им был описан ряд редких заболеваний внутренних органов человека. Разработал статистику опухолей различных органов. Проводил экспериментальные исследования над лечением рака у животных. Проводил вскрытие тела короля Яна III Собеского, на основании чего сделал вывод о хронической почечной недостаточности в качестве причины его смерти. Избирался председателем Львовской медицинской палаты, Львовского комитета борьбы с раком, членом правления Польского гигиенического общества. В 1937 году при активном участии Новицкого во Львове был создан Музей гигиены.
После прихода Советской власти Новицкий продолжал заниматься научной деятельностью. В августе 1940 года приглашался в Москву на Всесоюзные научные заседания. Избирался депутатом Львовского городского Совета. После немецкой оккупации Львова 4 июля 1941 года Новицкий был арестован и расстрелян в составе группы представителей польской интеллигенции. Вместе с ним был расстрелян его сын Ежи Новицкий.

## Научные публикации
- O małżowinie usznej ze stanowiska morfologicznego i antropologicznego (1900)
- Statystyka raków na podstawie protokołów sekcyjnych … (1904)
- Przyczynek do utkania tzw. raków mięsakowych (1905)
- Sekcja zwłok króla Jana III (1908)
- Badania nad istotą chromochłonną zwierząt i ludzi w schorzeniach nerek (1909)
- Dalsze badania nad stosunkiem nadnercza do nerek (1910)
- Wpływ obniżonego ciśnienia na nadnercze (1911)
- Zur Kenntnis uber Niebennierenzysten (1912)
- Anatomja patologiczna (1925-36; 3 tomy)
- Patogeneza raka płuc (1932)
- Rak jako zagadnienie w nauce (1939)